# Regina (helgon)
Regina, född i Autun, död 251 eller 286 i Alesia, var en fransk jungfru och martyr. Hon vördas som helgon inom Romersk-katolska kyrkan, med minnesdag den 7 september.
Regina föddes i Autun; hennes far var en hedning vid namn Clemens. Hennes mor dog i barnsäng, när Regina föddes. Fadern lämnade då bort flickan till en kristen kvinna som lät döpa henne. Under sin uppväxt hjälpte Regina till i hushållet genom att vara herdinna för fåren. Hon hade ett intensivt böneliv och mediterade över helgonens liv. Vid femton års ålder trolovades hon med prokonsuln Olybrius, men hon vägrade att avsvära sig sin tro för att gifta sig med honom. Efter att ha torterats halshöggs hon i Alesia.